# Mustasalo (ö i Södra Savolax)
Mustasalo är en ö i Finland. Den ligger i sjön Pihlajavesi och i kommunen Sulkava i den ekonomiska regionen  Nyslotts ekonomiska region  och landskapet Södra Savolax, i den sydöstra delen av landet, 260 km nordost om huvudstaden Helsingfors. Öns area är 1,52 kvadratkilometer och dess största längd är 2,9 kilometer i sydöst-nordvästlig riktning.